# Корнелий Лакон
Корнелий Лакон (на латински: Cornelius Laco; † 69 г.) е римски конник.
Започва кариерата си като асесор в свитата на Галба в Тараконска Испания. Преди 44 г. е командир (praefectus vigilum) на нощната стража в Рим. Около 44 г. става прокуратор на Галия. Император Клавдий го уважава и му дава през 44 г. правото на място в Сената, щом влезе заедно с него в Курията. Освен това му дава ранга на екс-консул.
През 68 г. Лакон става преториански префект на новия император Галба. В тази си служба той е много влиятелен и заедно с Тит Виний и Марциан Икел е един от тримата най-важни съветници на императора. Тримата обаче интригували помежду си. След смъкването на Галба през следващата година, Ларкон е заточен на остров, където е убит по нареждане на новия император Отон.